# ProPurús
 (février 2025).
ProPurús est une association qui vise notamment à protéger certaines tribus isolées, en essayant d'obtenir la protection de l'État pour les territoires indigènes de la province de Purús.
C'est une ONG à but non lucratif.